# Сен-Север
Сен-Север (фр. Saint-Sever) — коммуна на юго-западе Франции в департаменте Ланды (регион Новая Аквитания). Город является административным центром кантона и одно время был супрефектурой департамента.
Неофициально коммуну называют «Cap de Gascogne» (голова Гаскони), увековечив таким образом древнее название населённого пункта на этом месте «Caput Vasconiae» (голова Гаскони), которое было в ходу, по крайней мере, начиная с периода позднего средневековья.

## География
Сен-Север расположен в 14 километрах южнее Мон-де-Марсана на берегу реки Адур, в рамках французского терруара Шалосс. Ландшафт местности отличается от остальной территории департамента Ланды. Сен-Север построен на холме, который возвышается над долиной реки Адур.

## История
Военный лагерь римлян был построен на холме Морлан к 56 году до н. э. В нескольких документах найдены свидетельства существования здесь «римского каструма», который был резиденцией римского правителя.
В V веке для евангелизации земель Новемпопуланы сюда прибыл Северус. Он принял мученическую смерть от вестготов, и в VIII веке монахи-бенедиктинцы построили часовню для хранения останков святого.
На её месте был основан монастырь графом Гаскони Гильомом II примерно в 988 году. По легенде, рассказанной монахами, так граф исполнил обет, данный во время битвы при Таллере. Существовала очень тесная связь между графством Гасконь и монастырём Сен-Север, в стенах которого много раз собиралась графская «курия» (графский совет по политическим и судебным вопросам).

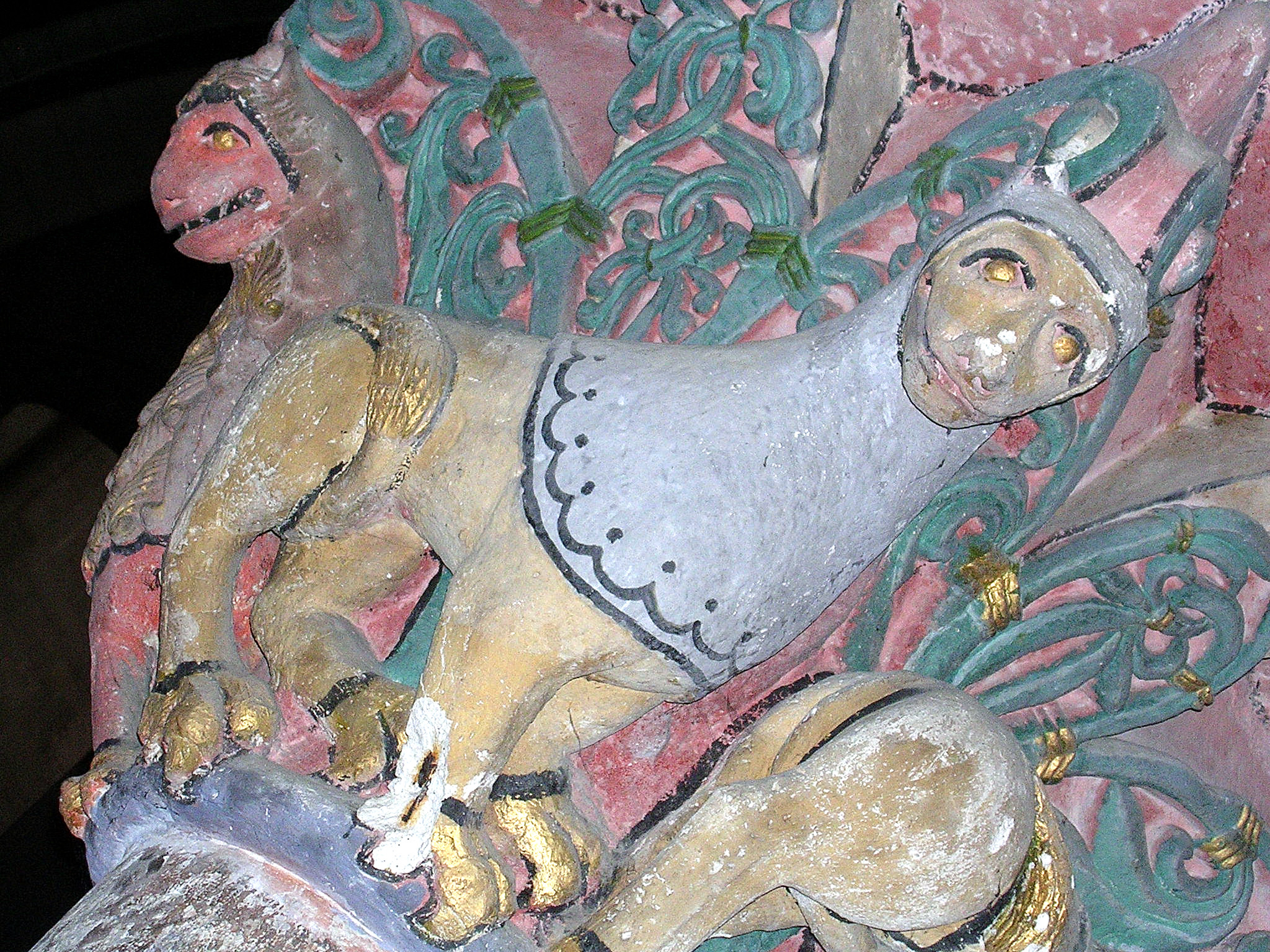
Капитель колонны в церкви аббатства

После крупного пожара монастырская церковь усилиями аббата Грегуара де Монтанер (фр. Grégoire de Montaner) была построена заново в 1060 году по образцу аббатства Клюни. Также в эпоху аббата Грегуара, в XI веке, переписчики трудились над Апокалипсисом Сен-Севера, списками Откровения Иоанна Богослова, украшенных миниатюрами. 
С течением времени владения аббатства распространились от Сулака в Медоке до наваррской Памплоны, и оно стало одним из самых важных аббатств в Аквитании. Аббатство контролировало важный участок старой римской дороги лемовисов, а паломники, отправлявшиеся из аббатства в бургундском Везле по дороге Святого Иакова, взяли за привычку останавливаться в Сен-Севере, чтобы поклониться мощам святого.
В начале XII века аббат Suavius даровал хартию, которая стала началом закрепления городского статуса Сен-Севера, сохранив при этом контроль аббатства над поселением.
В результате второго брака герцогини Алиеноры Аквитанской, в 1152 году город перешёл во владение династии Плантагенетов, то есть короля Англии. 
В XIII веке жители Сен-Севера попытались освободиться от опеки аббатства. После первого городского мятежа в 1208 году и установления привилегированных отношений между горожанами и английским сюзереном, на короткое время в городе была введена должность мэра в 1254 году, а власть духовенства существенно ослабла. В 1270 году аббат Гарсиа Арно разделил светскую и духовную власть с королём Англии, который настоял на создании городского правления (фр. jurat). Такое медленное строительство политической системы сопровождалось появлением «кутюмы Сен-Севера», утверждённой королём в 1380 году. Её копия, датированная 1480 годом, выполненная на гасконском диалекте хранится в департаментском архиве Ландов. Канцелярская копия на латыни хранится в гасконских реестрах Государственного архива Великобритании (Public Record Office) в Лондоне. Этот правовой акт содержит сбор положений частного и административного права средневекового города Сен-Севера. В нём также заложены основы механизма солидарного противостояния разнообразным внешним угрозам, «droit du voisin».
В период конфронтации между династиями Плантагенетов и Капетингов город Сен-Север был захвачен в 1295 году в результате трёхмесячной осады Карлом Валуа, братом короля Франции Филиппа Красивого. Однако вследствие брака дочери Филиппа Красивого с английским королём Эдуардом II, город снова оказался в руках англичан. Французские войска вторгались сюда дважды — в 1360 и в 1380 годах. Наконец, в 1442 году король Франции Карл VII окончательно вернул город в состав земель французской короны. В конце 1461 года король Франции Людовик XI подтвердил своё покровительство аббатству Сен-Север, выпустив королевские грамоты.
В 1569 году город был частично разрушен войсками протестантов под руководством Монтгомери.
В период с 1790 по 1795 год Сен-Север являлся административным центром одного из четырёх дистриктов департамента Ланды.
После образования во Франции системы округов в 1800 году, Сен-Север стал административным центром одноимённого округа, который существовал вплоть до 10 сентября 1926 года.
В годы работы французского Национального конвента (1792—1795 годы) коммуна носила революционное имя Mont-Adour.

### Обычай боя быков

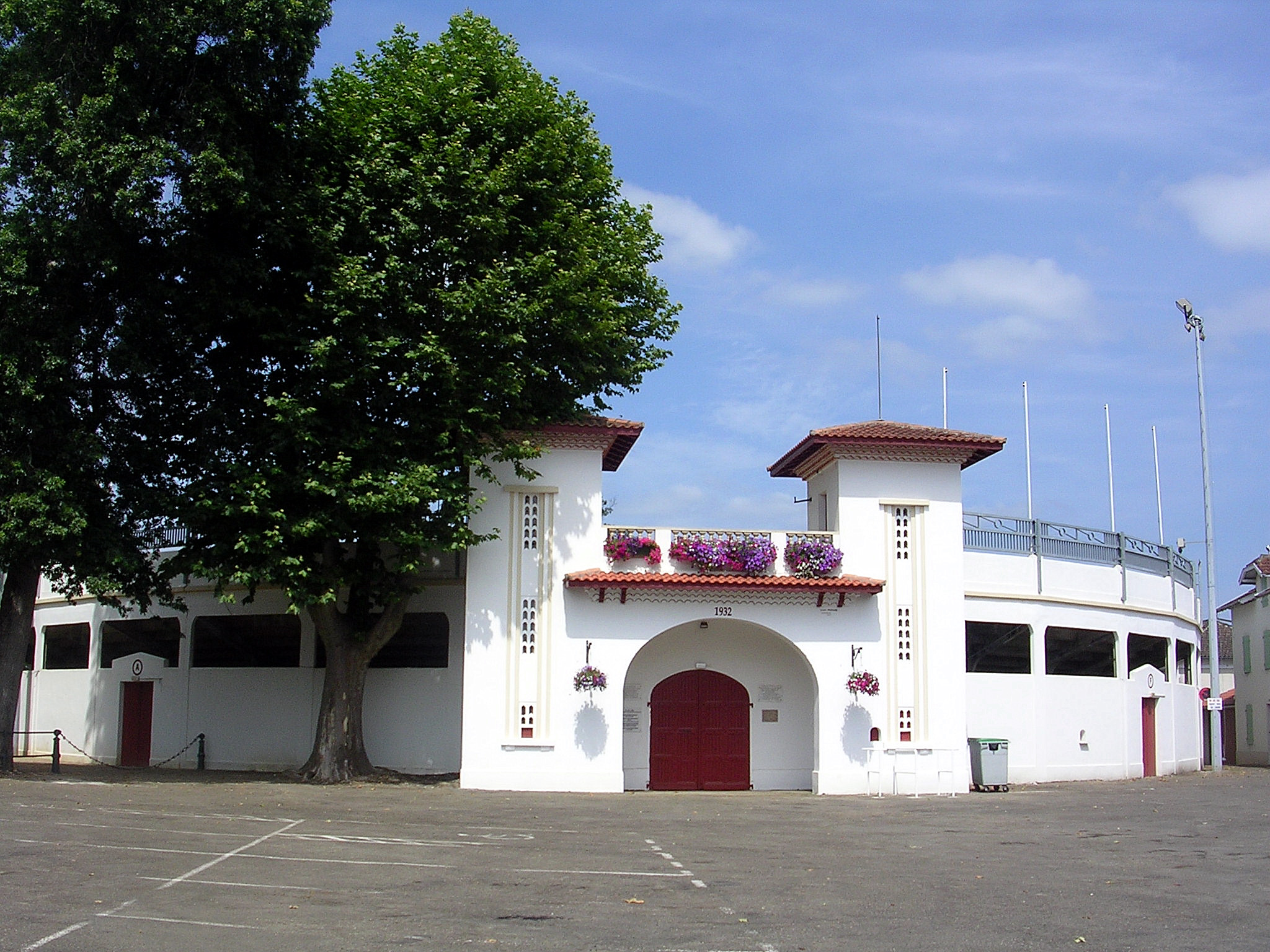
Арена Морлан в Сен-Севере

В правовом акте 1457 года, хранящемся в Национальном архиве, упомянута традиция проведения корриды в Сен-Севере во время празднования дня Иоанна Крестителя, когда на всех улицах устраивали бега быков. Такая древняя коррида стала прообразом современной ландской корриды.
Начиная с XIX века бои быков в Сен-Севере стали устраивать на арене Морлан. Арена Морлан в своём современном виде была открыта в 1932 году. Она приспособлена к проведению как ландской корриды, так и традиционной корриды, что позволяет чередовать такие представления.
Начиная с 2004 года в Сен-Севере устраиваются энсьерро.

### Аграрные и кулинарные традиции
Существенная доля экономики коммуны представлена аграрным сектором:
- Важной местной традицией является производство утиной фуа-гра и всех производных продуктов.
- Домашняя птица, в особенности жёлтые ландские цыплята, которые стали первым продуктом во Франции, удостоенным в 1965 году сертификата качества Label Rouge[6]
- Шалосская говядина; быки выращиваются в течение трёх лет на полностью натуральном корме.
- Преимущественной сельскохозяйственной культурой остаётся кукуруза.

В Сен-Севере ежегодно проходят два крупных массовых мероприятия на территории прежней обители доминиканцев:
- «Les Festivolailles» в последний уикенд ноября или в первый уикенд декабря.
- «Праздник фуа-гра» устраивается 14 июля.

## Экономика
Среди предприятий коммуны можно выделить: 
- Castaing — фуа-гра и продукты терруара (50 сотрудников).
- Cazaubon — перины и пуховые одеяла (15 сотрудников).
- Delpeyrat — фуа-гра и продукты терруара (75 сотрудников).
- Dubernet — фуа-гра и продукты терруара (190 сотрудников).
- Les Fermiers Landais — фермерские цыплята и домашняя птица (385 сотрудников).
- Pyrenex — перины и пуховые одеяла (140 сотрудников).

## Достопримечательности

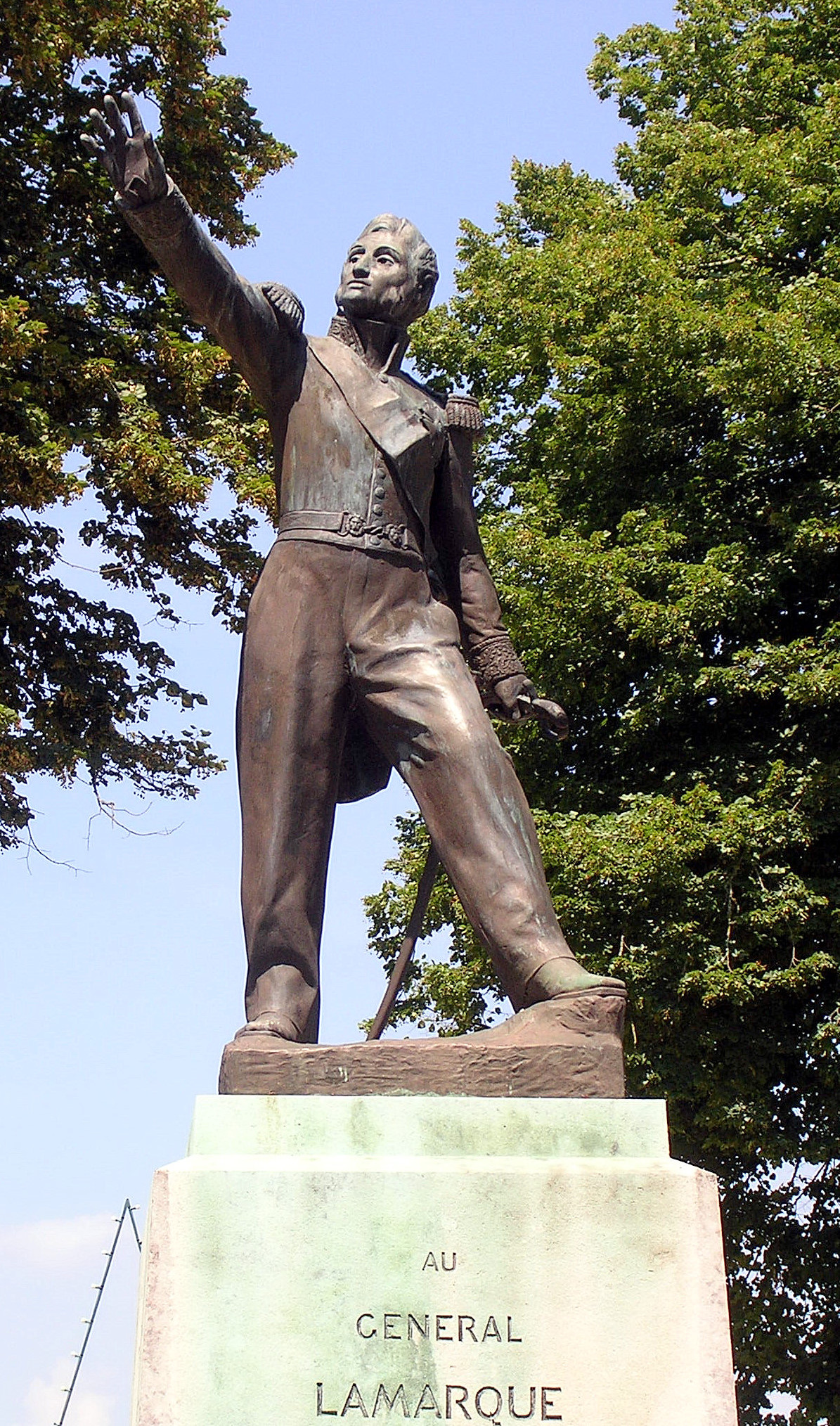
Памятник генералу Ламарку, уроженцу Сен-Севера

- Церковь аббатства (XI век), классифицированная как национальный исторический памятник в 1911 году и внесённая в список Всемирного наследия ЮНЕСКО в 1998 году.
- Старинная обитель доминиканок с клуатром (XIII век), построенная из розового кирпича. В настоящее время это сооружение используется для общественных нужд города. В нём находится музей доминиканцев (экспозиция основных миниатюр Беата из Сен-Севера).
- Шато генерала Ламарка
- Холм Морлан
- Три городские церкви: Église d'Augreilh, Église Saint-Jean de Péré, Église Sainte-Eulalie de Saint-Sever
- Великолепный панорамный вид на ландские леса, открывающийся с площади place de Morlanne.
- Кварталы «старого города» в Сен-Севере.

## Массовые мероприятия
- Престольный праздник Иоанна Крестителя[7] в последний уикенд июня: гуляние, новильяда, энсьерро, ландская коррида.
- Историческая реконструкция в начале августа: историческое представление с фейерверком, посвящённое 1000-летней истории Сен-Севера с участием 300 актёров.
- Ремесленная выставка (около 15 августа): внутри обители доминиканцев.
- Праздник района Пере (около 20 августа): новильяда.
- Фестиваль тавромахии (около 11 ноября): неделя, посвящённая тавромахии.
- «Festivolailles» (конец ноября или начало декабря): праздничная выставка домашней птицы, выращенной ландскими птичниками, средневековый рынок и региональные продукты с бесплатной дегустацией, тематическое меню в ресторанах города.
- Фестиваль «Scenes Severes»[8], ежегодно организуемый коллективом «bœuf en Chalosse».